# Charles Christian Plitt
Charles Christian Plitt fue un botánico briólogo, y liquenólogo estadounidense nacido el 6 de mayo de 1869 en Baltimore (Maryland) y fallecido en la misma ciudad el 13 de octubre de 1933.

## Biografía
Graduado con honores por el Baltimore City College se licenció en Farmacia en el Maryland College of Pharmacy en 1891. Miembro fundador de la Ecological Society of America en 1815 fue nombrado Doctor en Ciencias por la Academia Internacional de Ciencias en homenaje a su larga trayectoria en 1921.
Profesor de Botánica y de Ciencias durante más de 36 años en diversos colegios públicos de Baltimore, Charles Plitt dedicó los últimos veinte años de su vida a impartir clases en el Baltimore City College, labor que realizó en simultáneo como miembro de varios proyectos de investigación en el Maryland College of Pharmacy.
Desde principios de la década de 1890 Charles Plitt comenzó a elaborar un herbario con los especímenes encontrados en múltiples expediciones en el área de Baltimore; esta colección le permitió llegar a tener amplios conocimientos sobre taxonomía hasta el punto de ocupar sus notas privadas hasta 29 vols. El liquenólogo Irwin Brodo conoció su colección privada de más de 10 000 especímenes de liquen, la más grande de su tiempo. ello le permitió participar en la reunión de la Sociedad briológica Sullivan celebrada en Baltimore en 1908 y la publicación de sus conferencias en la revista The Bryologist, la más importante en su campo.

## Honores

### Epónimos
En su honor se nombraron las siguientes especies de líquenes:
- Pyrenula plittii R.C.Harris
- Xanthoparmelia plittii (Gyelnk) Hale
- Pertusaria plittiana Erichsen[4]

- La abreviatura «Plitt» se emplea para indicar a Charles Christian Plitt como autoridad en la descripción y clasificación científica de los vegetales.[5]